# Limnanthes vinculans
Limnanthes vinculans är en sumpörtsväxtart som beskrevs av Ornduff. Limnanthes vinculans ingår i släktet sumpörter, och familjen sumpörtsväxter. Inga underarter finns listade i Catalogue of Life.

## Bildgalleri

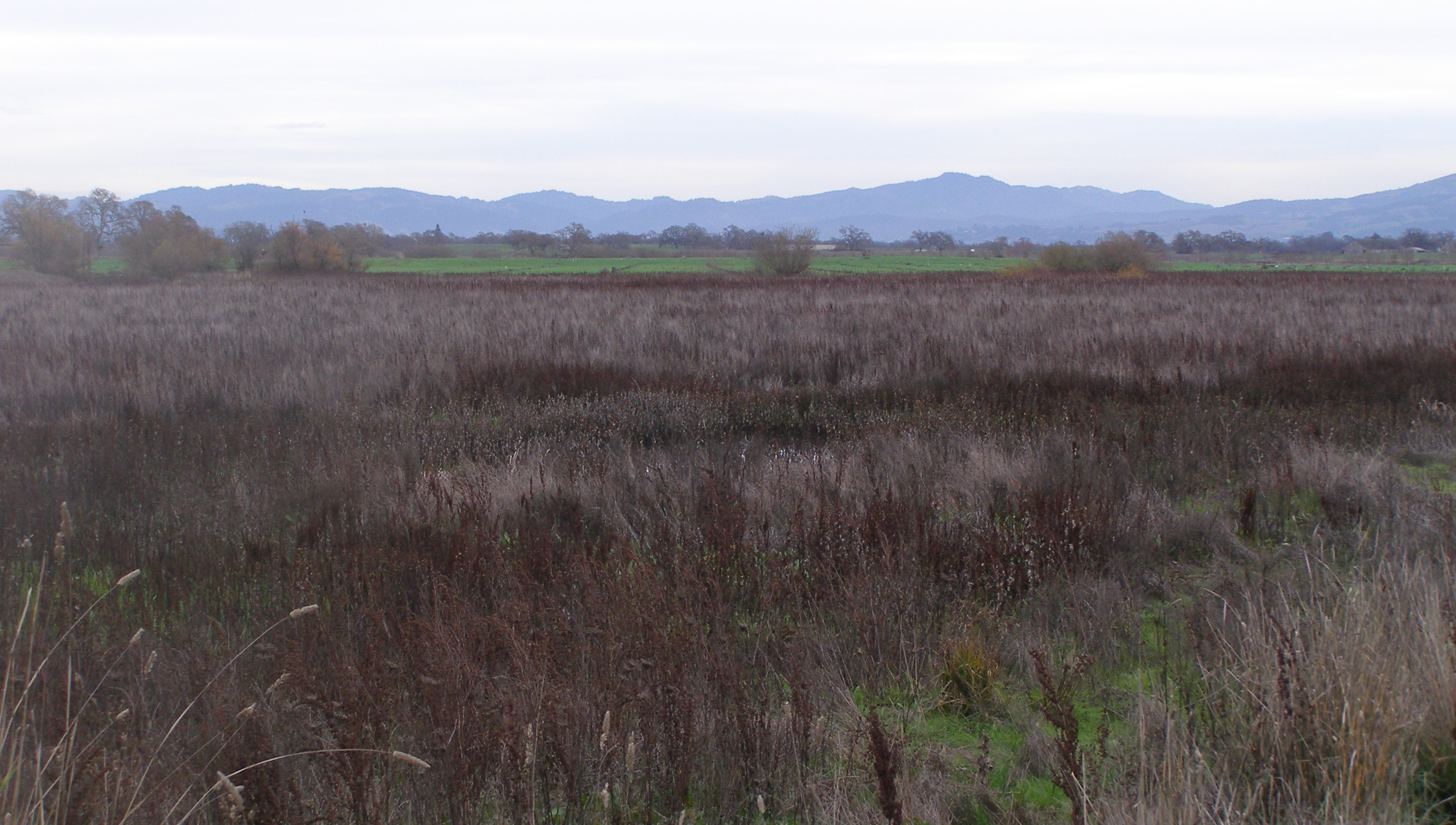